# Mongol chinois
Vous lisez un « bon article » labellisé en 2016.
Le Mongol chinois (chinois simplifié : 蒙古马 ; chinois traditionnel : 蒙古馬 ; pinyin : Ménggǔ mǎ) est une race de chevaux, correspondant à la population de chevaux mongols restée en Chine après l'indépendance de la Mongolie en 1910. Il est vraisemblablement domestiqué dès la plus haute Antiquité. En 1982, il représentait à lui seul un tiers de tous les chevaux de Chine. Leur nombre a beaucoup diminué depuis, sous l'influence de la motorisation des transports et de la modernisation des modes de vie.
Ce petit cheval solide, doué d'une très grande endurance, existe en quatre types : l'Ujumqin, l'Abaga, le Baicha et le Wushen. Le Mongol chinois est généralement monté pour les besoins du transport des populations locales, ou bâté. Les juments produisent du lait, récolté et consommé comme boisson traditionnelle. La race est surtout représentée dans la province chinoise de Mongolie-Intérieure, mais elle se trouve aussi en petit nombre dans les régions voisines.

## Histoire

### Origines
Comme le cheval mongol dont il est issu, le Mongol chinois est l'une des plus anciennes races de chevaux au monde,. D'après Bonnie Lou Hendricks (université de l'Oklahoma), ce cheval est domestiqué sur le plateau mongol environ 2 000 ans av. J.-C. Une analyse de génome mitochondrial publiée en 2008 avance que des chevaux sont domestiqués dans le Nord de la Chine actuelle depuis la plus haute Antiquité, soit 4 000  à   5 000 ans avant l'ère chrétienne. Cette étude attribue pour ancêtre probable le cheval de Przewalski : « on peut conclure que certains chevaux Mongols chinois avaient une parenté intime avec, et peut-être descendent de Przewalskis ». Cependant, ces résultats ne concordent pas avec ceux de la très vaste étude de Librado et al. publiée dans la revue Nature en 2021, qui attribue l'origine de tous les chevaux domestiques du monde dans la steppe pontique, vers - 2 000 av. J. C..
Le cheval mongol de Chine semble quoi qu'il en soit issu de multiples lignées maternelles, et génétiquement extrêmement proche du cheval mongol de Mongolie.

### Histoire commune avec le cheval mongol

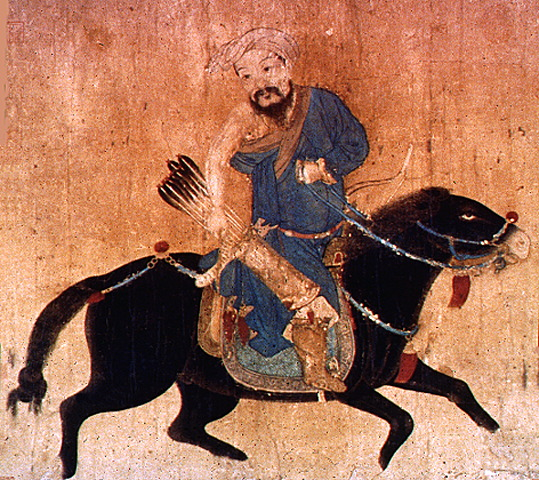
Peinture chinoise de cavalier mongol réalisée sous la dynastie Ming, au XV ou au XVI.

Au VIIIe siècle, le petit cheval mongol est présent dans toutes les steppes de l'actuelle partie Nord de la Chine. Des croisements interviennent du fait des cadeaux diplomatiques offerts notamment par les royaumes d'Asie centrale. À cette époque, le cheval mongol n'est pas en faveur, car la cour impériale chinoise lui préfère des animaux plus grands et racés, venus de Perse (Iran) et d'Asie centrale. Sous la dynastie Song, le cheval mongol se répartit dans les trois provinces du Nord de la Chine, au point que la population estimée atteint les 40 000 têtes à la fin de la dynastie Qing.
Le cheval mongol fait une nette percée culturelle en Chine après la dynastie Tang, du XIIIe siècle au XVIe siècle, comme le prouvent les peintures réalisées sous les Yuan et les Ming. La Chine commerce alors activement avec la Mongolie, une grande partie de la frontière sino-mongole étant dédiée au commerce de chevaux et de moutons. Les éleveurs Mongols échangent leurs chevaux contre de la soie, du satin, du coton, des aiguilles et d'autres produits de ce type.

### Séparation et évolution du cheval mongol chinois

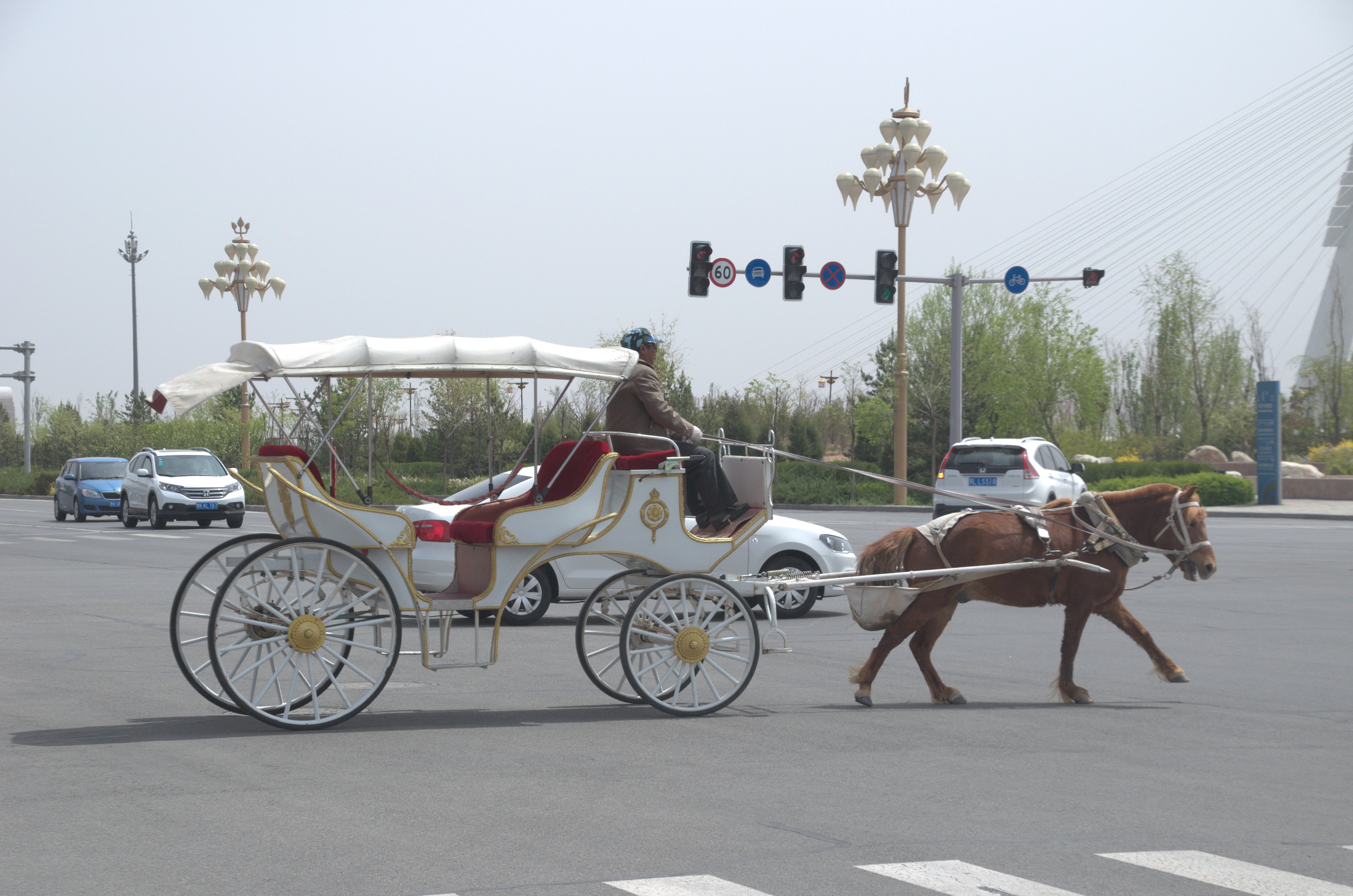
Cheval Mongol chinois tractant une lourde calèche à Ordos.

Après l'indépendance de la Mongolie-Extérieure en 1910, les chevaux mongols de Mongolie-Intérieure gagnent progressivement les provinces voisines. Bien qu'elles partagent la même origine génétique, les populations de chevaux mongols sont élevées de manière différente selon qu'elles sont situées en Mongolie (Mongolie-Extérieure) ou en Chine (Mongolie-Intérieure), ce qui justifie la distinction entre les deux.
Des expériences d'« amélioration » de la race sont menées par les Chinois. Ces chevaux dits « améliorés » restent toutefois en nette minorité. La séparation théorique du Mongol et du Mongol chinois est donc un phénomène récent, ne datant que d'une centaine d'années, ce qui explique la grande proximité entre les deux races. Le Mongol chinois est longtemps extrêmement commun dans toutes les zones de plaine de la Mongolie-Intérieure, où il est élevé en vastes hardes semi-sauvages, en suivant le système dit « taboun ». La population est estimée à 1,7 million d'individus en 1982, soit un tiers de tous les chevaux chinois. En 2005, le nombre de chevaux s'est réduit de plus de moitié en raison des progrès de la motorisation et de la réduction des zones de pâturage disponibles. Depuis, le déclin de la race et des traditions qui lui étaient associées se poursuit.

## Description

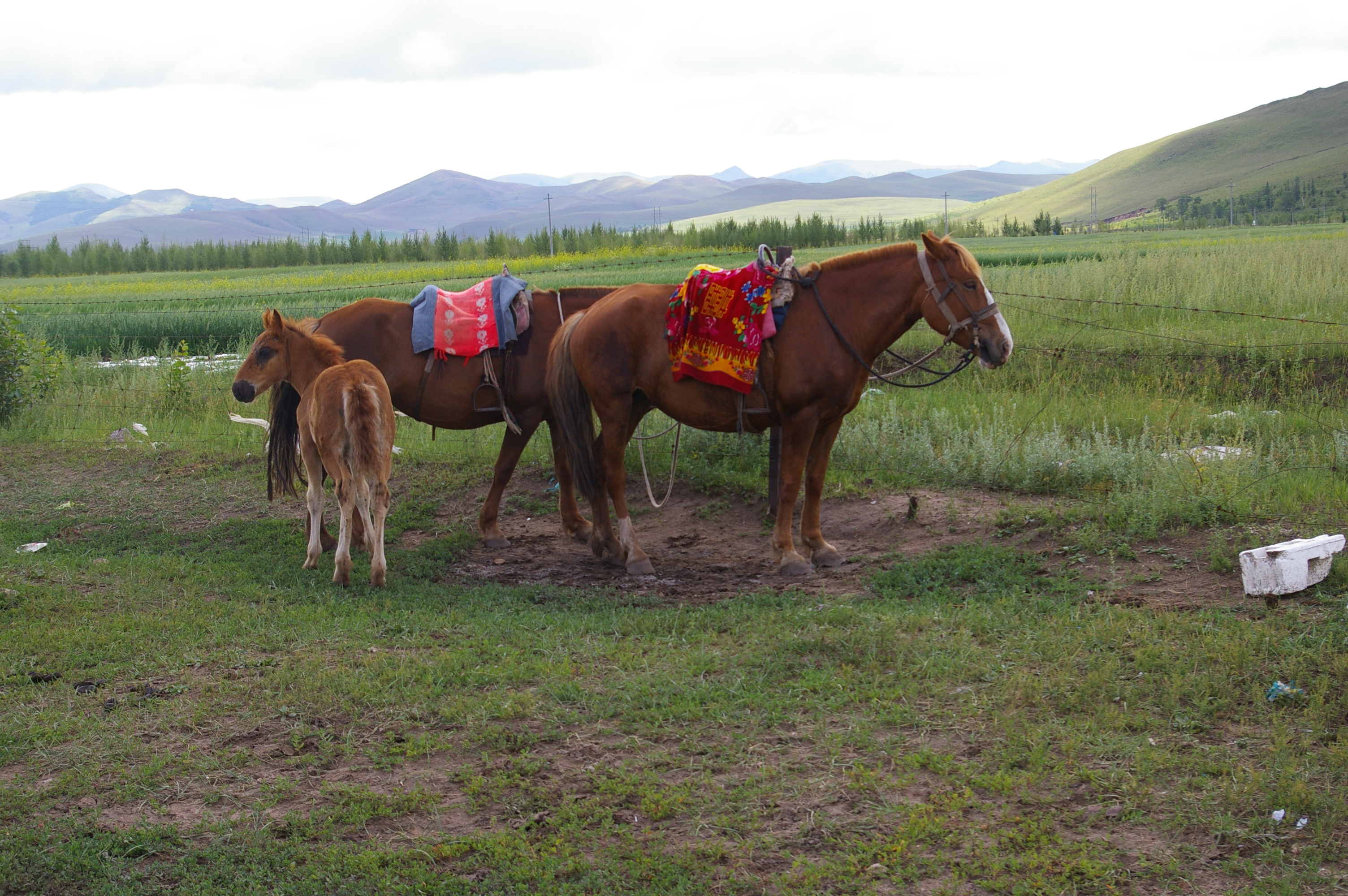
Chevaux alezans montés pour le tourisme en Mongolie-Intérieure.

### Taille et poids
La taille moyenne est de 1,28 m, soit 1,27 m pour les juments et 1,30 m pour les mâles. Le poids oscille de 300 à 360 kg, une moyenne de 360 étant donnée pour les mâles, et 300 pour les femelles. Il existe des variations selon le type concerné. Ainsi, l'étude de l'université de l'Oklahoma, datant de 2007, donne un intervalle de taille allant de 1,21  à   1,42 m, et CAB International, dans son étude publiée en 2016, 1,22  à   1,42 m. La taille augmente nettement lorsque les conditions environnementales sont favorables.

### Morphologie
Le modèle du Mongol chinois est le même que celui de la race de Mongolie. Il est considéré localement comme un cheval en raison de ce modèle, et non comme un poney. La tête au profil rectiligne est plutôt lourde avec un front large, des naseaux ouverts, des yeux saillants et de longues oreilles. L'encolure est courte et musclée, la poitrine profonde, l'épaule relativement inclinée et musclée. Le garrot est peu saillant, le dos plutôt court, très solide et droit. La croupe est longue et inclinée. Les jambes sont courtes, fortes et solides. La race est reconnue pour sa solide constitution.

### Robes
De nombreuses robes existent, le bai, le noir, l'alezan et le gris étant les plus communes, avec quelques cas rarissimes de chevaux blancs,.

Robes du Mongol chinois
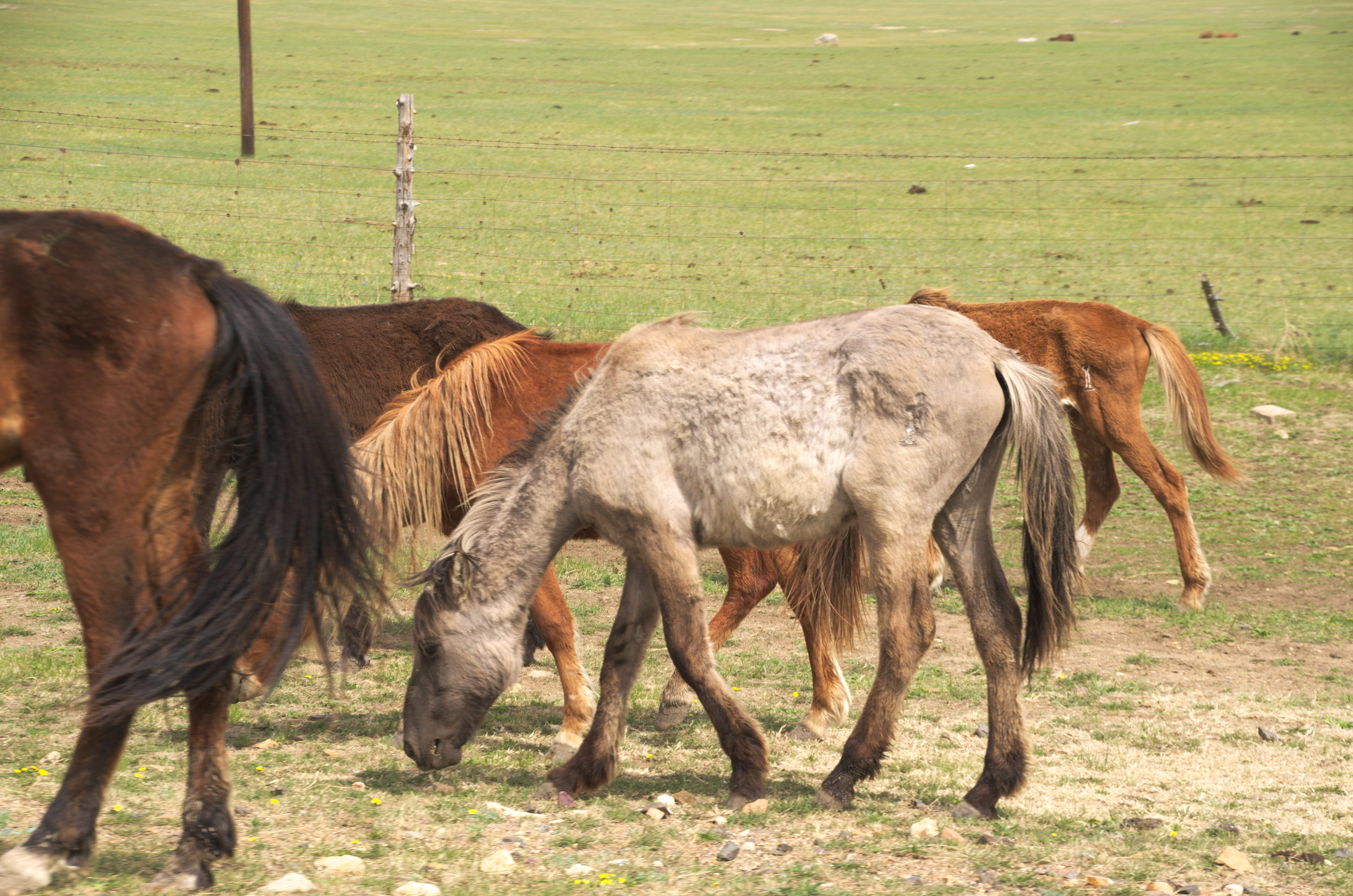
Mongol chinois de robe souris près d'Hulunbuir.
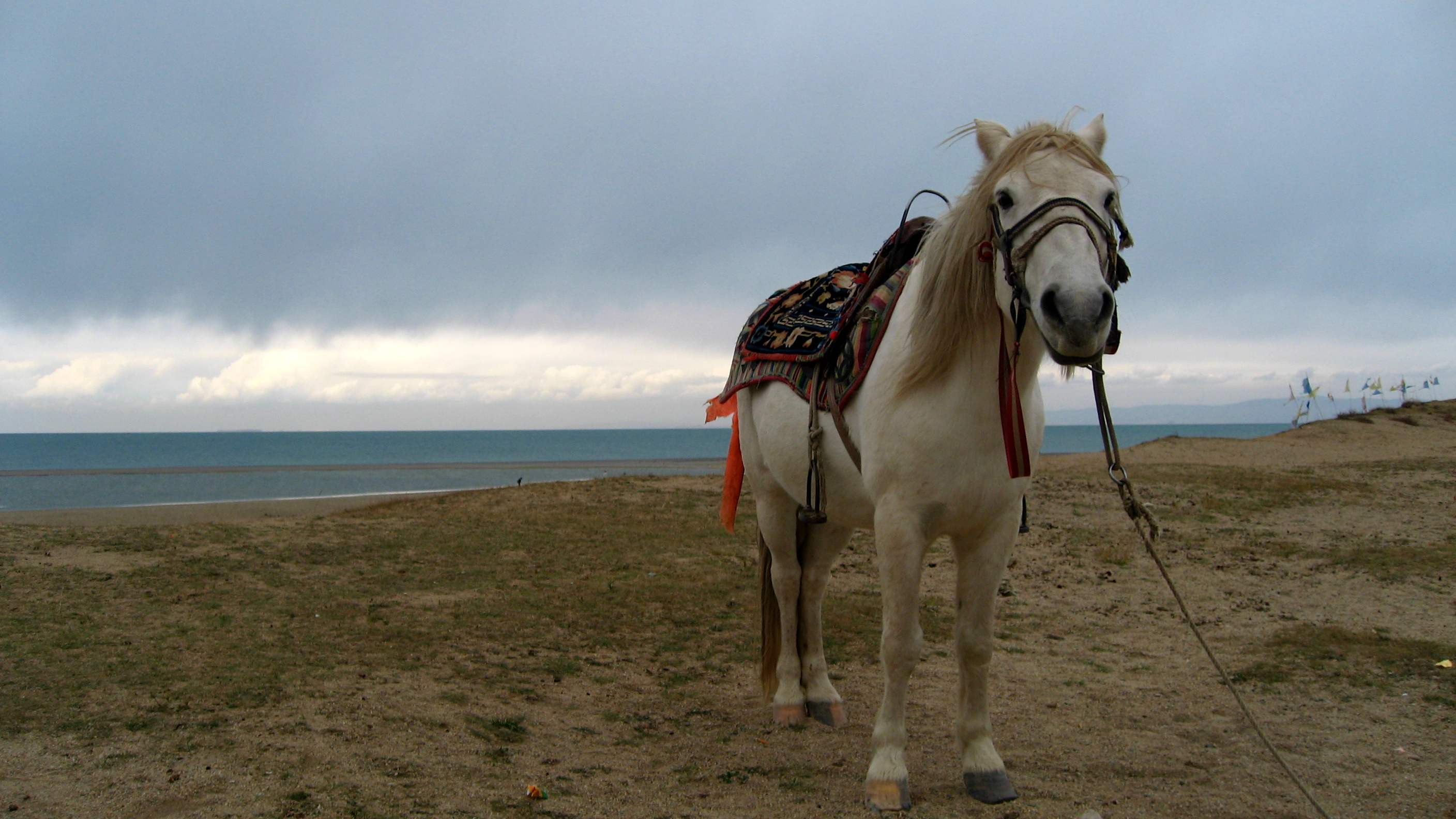
Mongol chinois de robe grise au lac Qinghaï
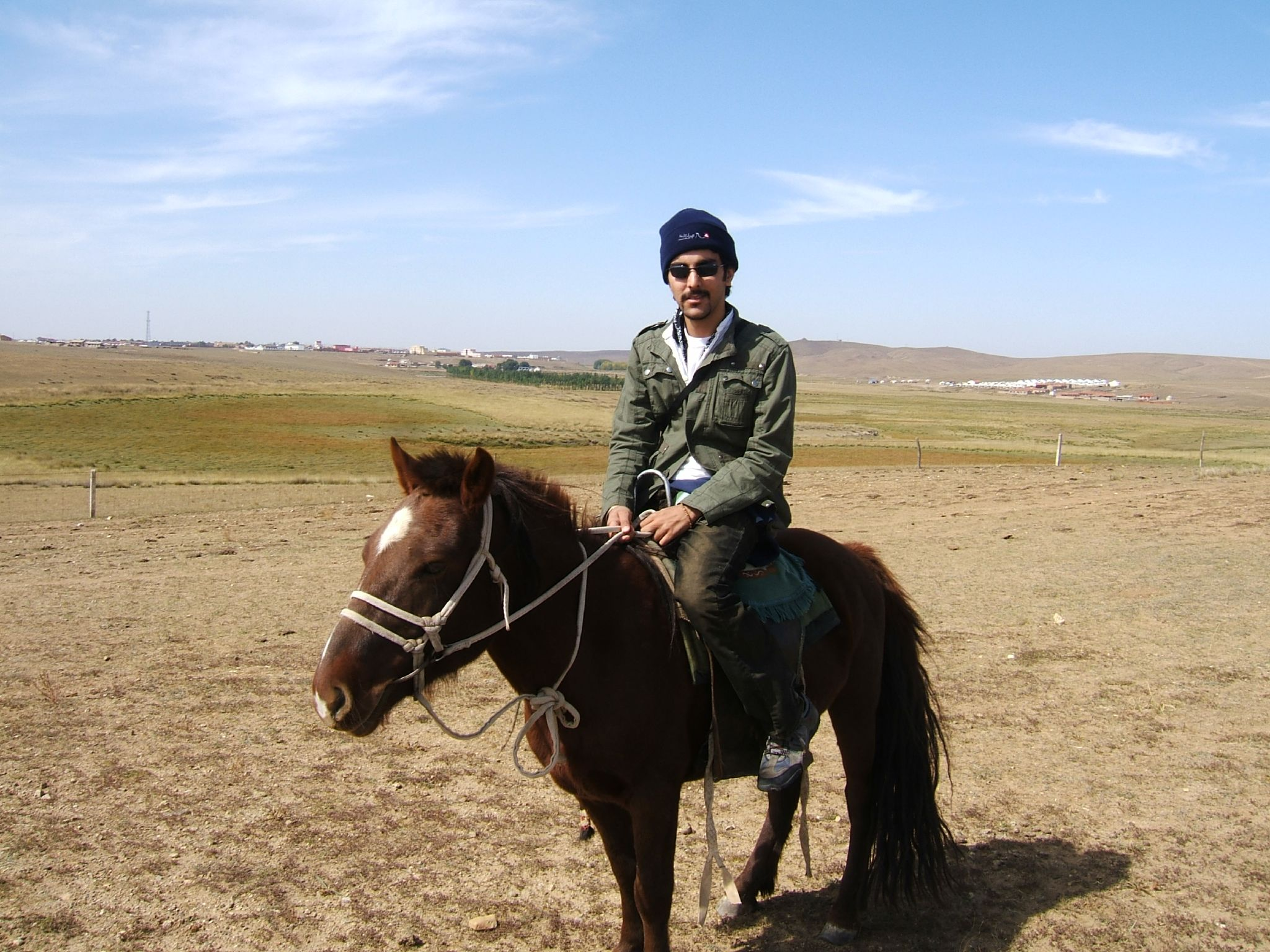
Mongol chinois de robe alezane près de Baotou

Il semble que toutes les couleurs de robe puissent être rencontrées.

### Tempérament et entretien
Le mode d'élevage est semi-sauvage, le jeune cheval étant dressé rapidement à répondre aux ordres d'un cavalier. Bien qu'elle ait été décrite comme capricieuse par certains auteurs, la race est réputée de bon tempérament localement, étant notamment montée par des enfants. Le Mongol chinois dispose d'une excellente endurance. Il peut couvrir 120 km en moins de 8 heures et 28  à   30 km en 35  à   40 min. La race est adaptée aux fortes amplitudes thermiques, allant de −50 à 35 °C. L'hiver, ces chevaux creusent la neige jusqu'à 40 cm pour trouver de quoi se nourrir. Ils sont élevés de façon extensive, sans accès libre à l'eau, en système nomade ou transhumant.

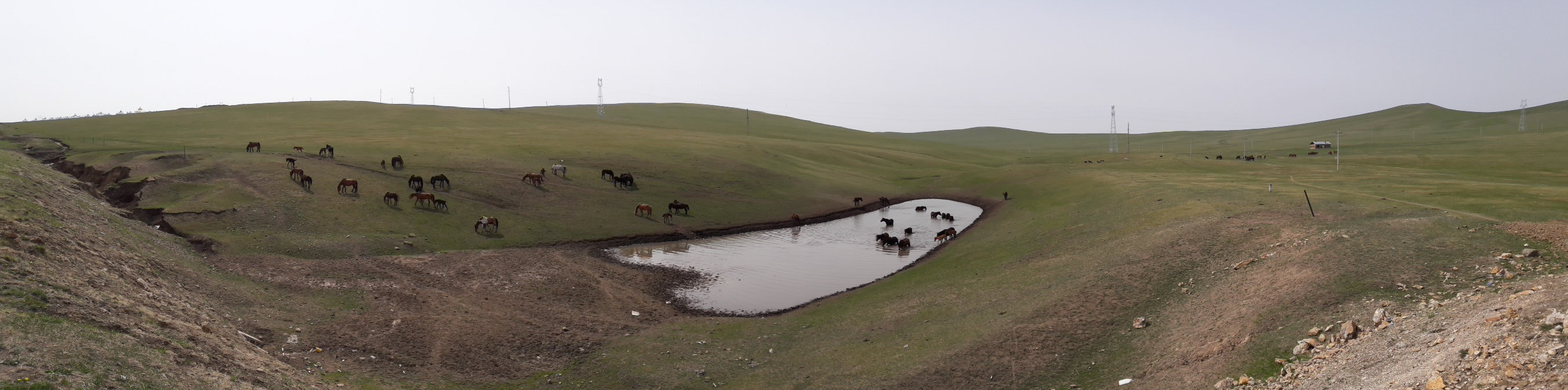
Chevaux en taboun à Hulunbuir.

### Types
Il existe quatre types connus chez le cheval Mongol chinois : l'Abaga, le Baicha, l'Ujumqin et le Wushen. Le Baicha est un petit et solide cheval de montagne proche de l'extinction, originaire du centre-ouest de la Mongolie-Intérieure. Il était jadis nommé le « cheval aux sabots de fer », grâce à son pied très sûr dans tous types de terrains. Parmi ces types, les plus génétiquement proches sont l'Ujumqin et le Wushen, ce qui est pourtant étonnant car la distance géographique entre les deux zones d'élevage est élevée. Il est possible que cette proximité génétique résulte d'échanges de reproducteurs entre les éleveurs.
|  | Cheval mongol de Mongolie extérieure |
|  | |
|  | Cheval mongol de Mongolie intérieure \| \| Abaga \| \| \| \| \| \| Baicha \| \| \| \| \| \| Ujumqin \| \| \| \| \| \| Wushen \| \| \| \| |
|  | |
|  | Abaga |
|  | |
|  | Baicha |
|  | |
|  | Ujumqin |
|  | |
|  | Wushen |
|  | |

|  | Abaga   |
|  |         |
|  | Baicha  |
|  |         |
|  | Ujumqin |
|  |         |
|  | Wushen  |
|  |         |

#### Abaga
L'Abaga (chinois simplifié : 阿巴加马 ; chinois traditionnel : 阿巴加馬 ; pinyin : Abaga) toise en moyenne de 1,36 m à 1,40 m, et porte une robe essentiellement noire, plus rarement bai foncé. Il provient de la bannière d'Abag, dans la ligue de Xilin Gol,. Le guide Delachaux (2014) référence cette race sous le nom erroné d'« Agaba ». L'ouvrage de CAB International, globalement plus fiable, mentionne bien la race sous le nom d'« Abaga », de même que les publications scientifiques à ce sujet.

#### Ujumqin
Le type Ujumqin (chinois simplifié : 乌珠穆沁马 ; chinois traditionnel : 烏珠穆沁馬 ; pinyin : Wū zhū mù qìn mǎ, également nommé « Wuchumutsin » et « Wuzhumuqin »), se trouve dans la région du Xilin Gol, à l'Est de la Mongolie-Intérieure. Considéré comme plus élégant, il atteint une taille plus élevée,,,. Mieux conformé grâce à la qualité de l'herbe de son territoire d'origine, il sert essentiellement de cheval de selle. Version « améliorée » du cheval mongol, il présente le type du cheval des steppes et un modèle léger. Il possède une remarquable aptitude au travail.

#### Wushen
Le type Wushen est assez petit, atteignant en moyenne 1,22 m. Il existe environ 18 000 individus répartis dans la zone de steppes ouest et centrale de la Mongolie-Intérieure , en particulier dans la bannière d'Otog, vers Ordos. Il a pour particularités de posséder des allures supplémentaires, et d'avoir un modèle sec.

### Analyses génétiques

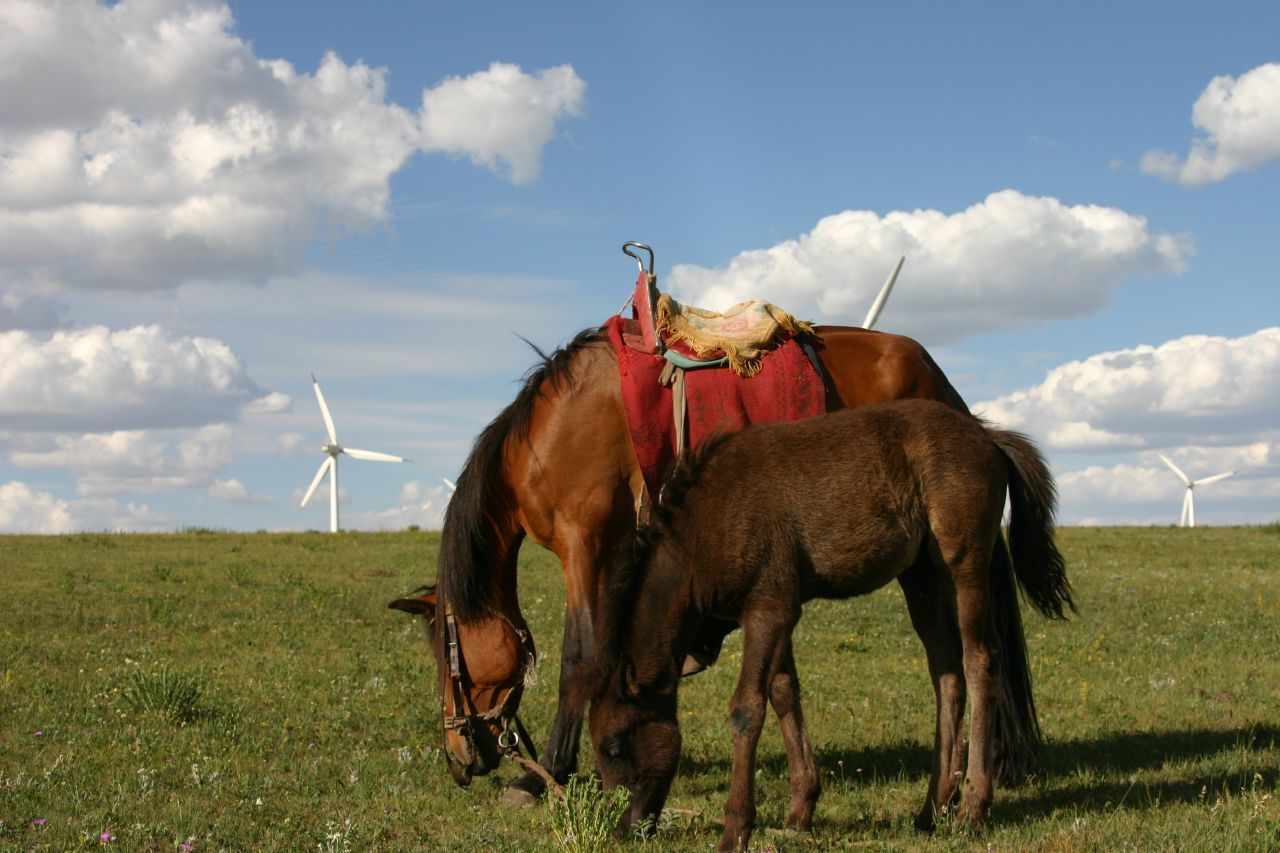
Jument et poulain à Huitengxile en Mongolie-Intérieure.

Le taux moyen de nucléotides mutationnel de la boucle D de l'ADN mitochondrial varie, sur quatre chevaux mongols chinois étudiés, de 3,69 %. Chez le Pur Sang, elle est de 4 %. Une analyse génétique de la race en 2019 a permis de découvrir une signature ADN très ancienne par les origines paternelles qui n'avait pas encore été décrite chez les chevaux domestiques,. Une signature génétique vraisemblablement spécifique à la solidité des sabots a été détectée chez le Baicha.

## Utilisations

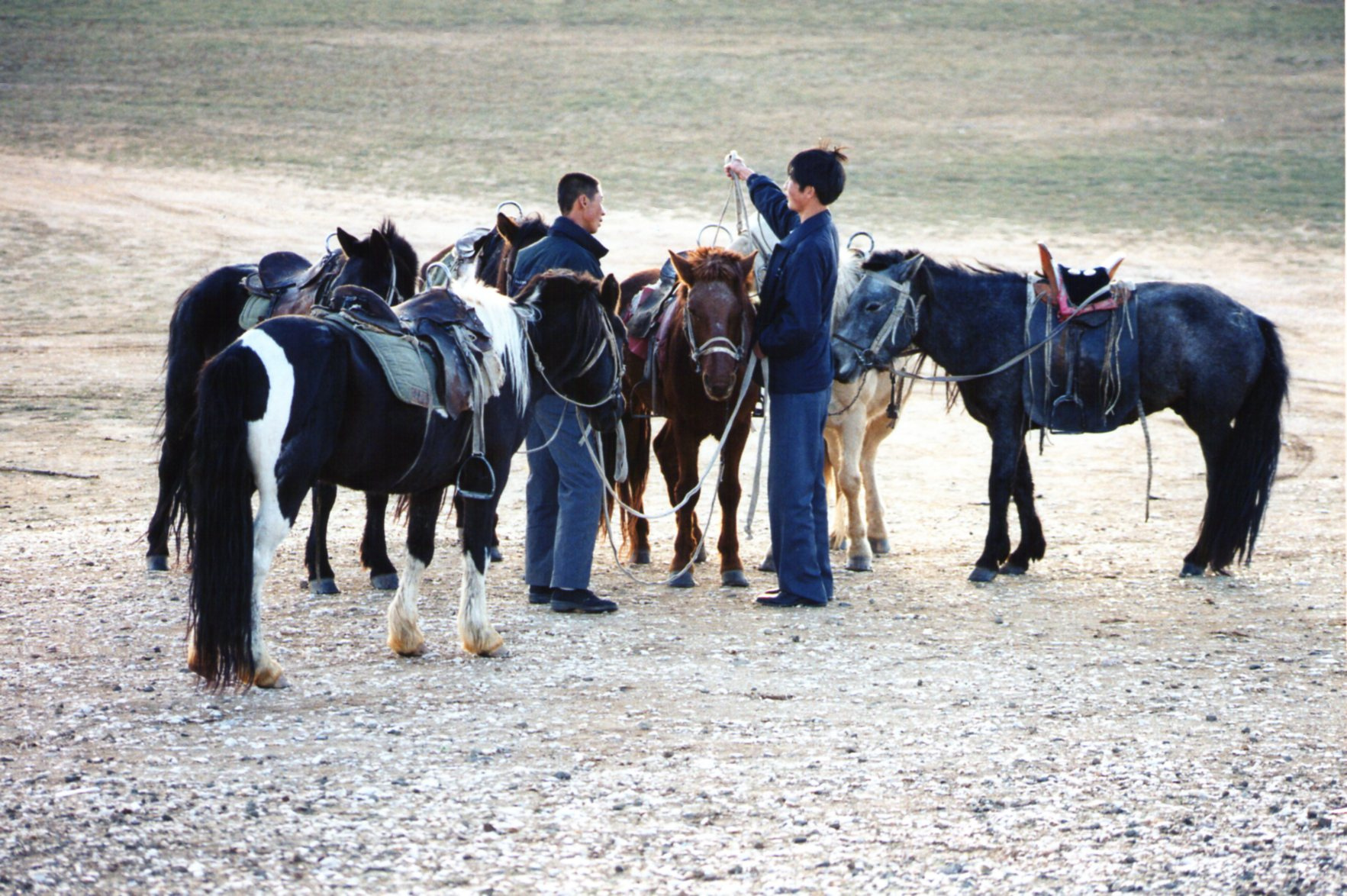
Groupe de chevaux et de cavaliers agricoles en Mongolie-Intérieure.

Ce cheval sert essentiellement à l'équitation et à la production de lait de jument en Mongolie-Intérieure : les juments sont traites cinq fois par jour. Le record de collecte par lactation peut dépasser les 300  à   400 kg. La viande de ces chevaux peut-être consommée, représentant un produit vital pour les populations nomades. Dans les autres provinces, le Mongol chinois peut être bâté. Il est réputé excellent sous le bât, capable de porter de lourdes charges tout en se débrouillant par lui-même pour trouver sa nourriture.
Le Mongol chinois entre aussi en croisement pour faire naître des races « améliorées », notamment le Sanhe. Le Sanhe est cependant génétiquement assez distant de son ancêtre.

## Diffusion de l'élevage

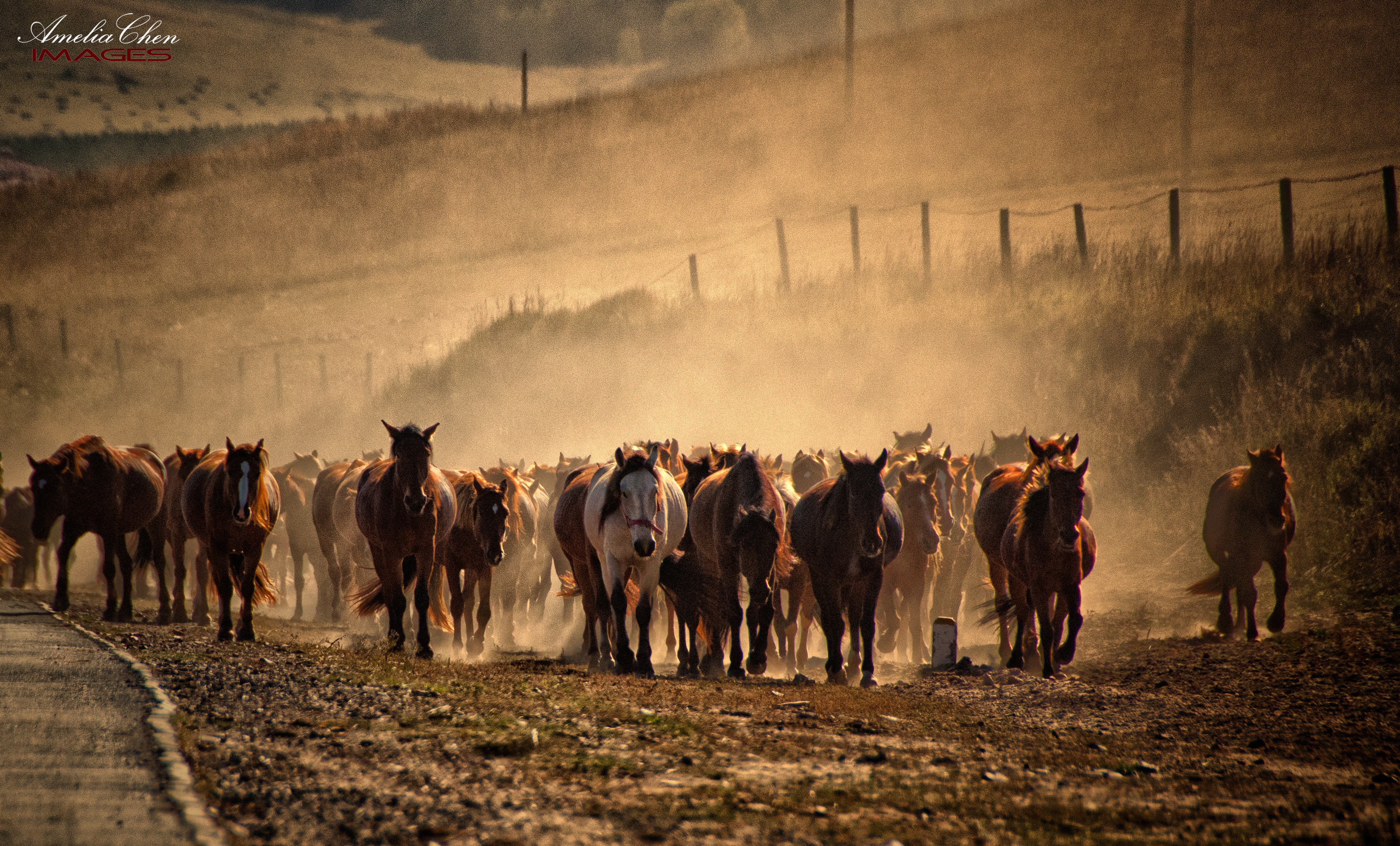
Une centaine de chevaux mongols chinois près de Bashang.

Entre 50 000 et 86 700 de ces chevaux sont répertoriés par l'Organisation des Nations unies pour l'alimentation et l'agriculture en 2005. Bien que la race ne soit aucunement menacée, elle fait l'objet d'une surveillance.
Le Mongol chinois se trouve surtout en Mongolie-Intérieure, mais aussi dans diverses régions du Nord de la Chine telles que la partie ouest du Heilongjiang, le Gansu, le Xinjiang et le Qinghai.

## Dans la culture
Le cheval mongol est présent dans la littérature chinoise moderne, à travers notamment des poèmes en langue chinoise qui font appel aux traditions ethniques mongoles, comme le poème Menggu ma rédigé en 1993 par A'ertai.
Durant les années 1940, les Mongols Ordos sont réputés aimer leurs chevaux comme leurs enfants, et connaître parfaitement cet animal.